# Talaia de Son Jaumell

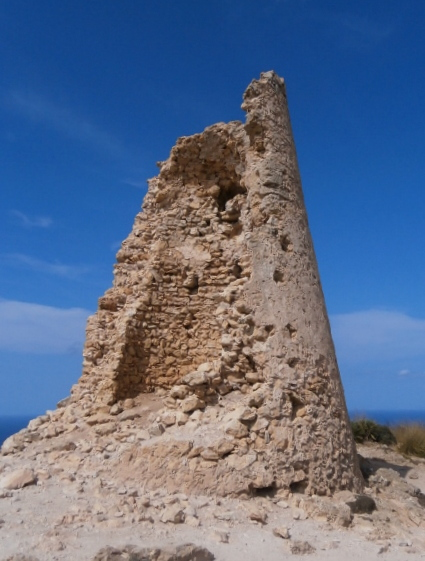
Talaia de Son Jaumell

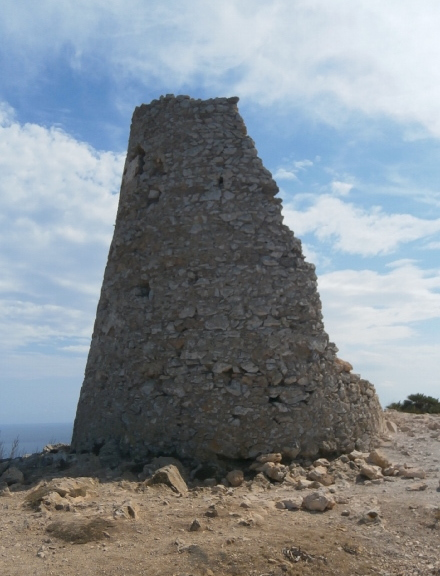
Außenseite

Der Talaia de Son Jaumell, auch Torre de Son Jaumell ist ein nur als Ruine erhaltener historischer Wachturm an der Küste der spanischen Mittelmeerinsel Mallorca. Der Name „Son Jaumell“ ist wahrscheinlich eine Verballhornung von Jaume II (Jakob II.), der im Jahr 1300 den naheliegenden Ort Capdepera gegründet hat.

## Lage und Zugang
Er befindet sich im Gebiet der Gemeinde Capdepera im nordöstlichen Teil der Insel auf dem Gipfel des 271 Meter hohen Berg Es Telégraf in unmittelbarer Nähe der Küste. Vom Badeort Cala Mesquida und der Badebucht Cala Agulla nördlich von Cala Rajada führen viel begangene schmale Pfade auf den Berg hinauf. Zum Teil wird der Name des Turms auch synonym als Bezeichnung für den Berg genutzt.

## Architektur und Geschichte
Der im 16. Jahrhundert entstandene ursprünglich etwa 9 Meter hohe Rundturm war als Wach- und Signalturm Teil eines Warnsystems vor Piratenangriffen. Kam ein feindliches Schiff in Sicht, alarmierte der Turmwächter mittels Signalfeuer (am Tage frisches Holz für ein Rauchsignal, nachts trockenes Holz für deutlich sichtbare Flammen) die benachbarten, jeweils in Sichtweite errichteten Türme und das Hinterland. Im Hinterland riefen Glocken Männer zur Verteidigung zusammen. Die übrige Bevölkerung suchte Schutz in weiteren Verteidigungsbauwerken.
Vom Turm sind Teile der Außenmauer erhalten.